# Rivière L'Abbé (rivière Métabetchouane)
Pour les articles homonymes, voir L'Abbé.
La rivière L'Abbé est un affluent de la rive est de la rivière Métabetchouane, coulant dans les municipalités de Saint-André-du-Lac-Saint-Jean et Chambord (Québec), dans la municipalité régionale de comté (MRC) du Le Domaine-du-Roy, dans la région administrative de Saguenay–Lac-Saint-Jean, dans la province de Québec, au Canada.
La foresterie constitue la principale activité économique de cette zone ; les activités récréotouristiques, en second. 
La surface de la rivière L'Abbé (sauf les zones de rapides) est habituellement gelée de la fin novembre au début avril, toutefois la circulation sécuritaire sur la glace se fait généralement de la mi-décembre à la fin mars.

## Géographie
Les principaux bassins versants voisins de la rivière L'Abbé sont du côté nord la rivière Métabetchouane, la rivière MacDonald et lac Saint-Jean. Du côté est on rencontre la Belle Rivière et la rivière Couchepaganiche. Du côté sud on retrouve la rivière Métabetchouane et la rivière à la Carpe. Et finalement du côté ouest on rencontre la rivière Métabetchouane, la Grande rivière Désir, la rivière Bruyante et la rivière Prudent.
La rivière L'Abbé prend sa source à l’embouchure du Lac L'Abbé (longueur : 1,1 km ; altitude : 259 m). Ce lac entièrement entouré de forêt comporte une zone de marais près de l'embouchure.
À partir de sa source, le cours de la rivière L'Abbé descend sur 6,4 km, avec une dénivellation de 61 m. Le premier segment fait une longueur de 0,7 km  et coule vers le nord, jusqu'à un ruisseau. Ensuite, elle coule sur une longueur de 5,7 km vers le nord-ouest, jusqu’à son embouchure, située sur la rive est de la rivière Métabetchouane au milieu d'une zone de rapide, face à une île et à 0,4 km en amont de l'embouchure de la Grande rivière Désir.
À partir de la confluence de la rivière L'Abbé, le courant descend la rivière Métabetchouane vers le nord sur 8,9 km en traversant la chute Martine, jusqu’à la rive sud du lac Saint-Jean ; de là, le courant traverse ce dernier sur 22,8 km vers le nord-est, puis emprunte le cours de la rivière Saguenay via la Petite Décharge sur 172,3 km jusqu’à Tadoussac où il conflue avec l’estuaire du Saint-Laurent.

## Toponymie
Le toponyme rivière L'Abbé a été officialisé le 5 décembre 1968 à la Banque des noms de lieux de la Commission de toponymie du Québec.